# Liste de légendes urbaines
Cette liste de légendes urbaines ou contemporaines recense les légendes urbaines, que l'on retrouve notamment dans le folklore.
Les œuvres de Jan H. Brunvand aux États-Unis ou de Véronique Campion-Vincent et Jean-Bruno Renard en France montrent que les exemples de légendes contemporaines favorisent autant l'identification des légendes elles-mêmes que leur compréhension.

## Arts et culture populaire

### Architecture
- Liste de bâtiments dont l'architecte se serait prétendument suicidé
- La Grande Muraille de Chine est visible depuis l’espace.

La Grande Muraille de Chine est trop étroite et trop basse pour être vue à l’œil nu depuis la Station spatiale internationale (environ 350 kilomètres d’altitude) et il faudrait des jumelles très puissantes pour la distinguer. Dans la réalité, les seuls monuments construits par l’Homme visibles depuis l’espace sont les pyramides de Gizeh en Égypte.

### Éducation
- Une copie de philosophie, corrigée par cinquante professeurs, aurait reçu des notes allant de 0 à la note maximale.

Difficilement vérifiable. Une copie de philosophie généreusement notée 14/20, re-corrigée par dix professeurs à la demande du magazine L'Etudiant, a été estimée entre 6 et 13. Toutefois, sur les dix notes proposées, presque toutes se situent autour de 12. Les remarques pointent souvent les mêmes qualités et défauts dans des termes différents.
- Un élève aurait répondu à un devoir de philosophie dont le sujet était « Qu'est-ce qu'un risque ? » par la seule phrase « Un risque c'est ça. » écrit au verso. Le risque était que le correcteur pense avoir affaire à une page blanche et la note zéro sans penser à la retourner.

Cette anecdote est en réalité issue d'un film de 1978, Le Pion. Plusieurs variantes existent également avec les questions suivantes : « qu’est-ce que le courage ? » et « qu’est-ce que l'audace ? ».
- Si un élève de première meurt à l'approche du baccalauréat français (souvent en se suicidant), tous ses camarades de classe se voient dispensés de passer l'épreuve, laquelle est alors reportée pour eux l'année suivante.

Le film Terminale de Francis Girod aborde quelque peu ce sujet.
- Aux États-Unis, à l'université, si un élève se suicide, son colocataire obtient automatiquement la moyenne.

### Littérature
- Alfred de Musset et George Sand auraient eu une correspondance grivoise avec des poèmes dit acrostiches à caractère érotique.

En réalité, il s'agit d'un canular monté par leur entourage après leur mort à la fin du XIXe siècle,.[réf. non conforme]

### Musique
- Première légende en date (1966 / 69) des légendes issues de la culture rock : l'affaire de la prétendue mort de Paul McCartney, selon laquelle il serait décédé dans un accident de voiture, fin 1966, peu de temps avant l'enregistrement de l'album Sgt Pepper's Lonely Hearts Club Band.

Cette légende a été à l'origine de la plus grande agitation de ce type dans les milieux jeunes et étudiants du monde anglo-saxon des années 1960. Des centaines « d'indices secrets » (dont la plupart se sont révélés totalement farfelus), ont été « découverts » de par le monde. Cet engouement s'est affaibli dans les années 1980 et 1990, mais l'arrivée d'internet a permis un regain important de la légende, notamment par la création de sites exclusivement consacrés à cette légende.
- En écoutant Stairway to Heaven de Led Zeppelin à l'envers, on entendrait un message satanique[6].
- La chanson de Barbara intitulée L'Aigle noir ferait allusion à l'inceste que son père lui avait infligé dans son enfance.

Cette interprétation est une légende urbaine née à la fin des années 1990 et qui ne s'appuie sur aucun témoignage laissé par la chanteuse. En réalité, L'Aigle noir est une évocation de la liaison de Barbara avec le peintre Luc Simon, de 1962 à 1964. Luc Simon avait réalisé plusieurs peintures représentant des animaux, dont un tableau intitulé Où es-tu ? Qui es-tu ? M'entends-tu ? qui montre justement un aigle noir.
- La comptine Une souris verte raconterait à l'origine, de façon métaphorique, l'histoire tragique d'un chouan torturé à mort par des sans-culottes pendant la guerre de Vendée.

En fait, les origines de cette comptine sont très obscures. La présente tentative d'explication n'est apparue qu'à partir de 2010 et n'est soutenue par aucun ouvrage savant. Par ailleurs, aucun ouvrage d'historien ou de folkloriste n'a jamais mentionné Une Souris verte parmi les chansons engendrées par la Révolution française.
- Les paroles de la chanson In the Air Tonight de Phil Collins seraient basées sur un fait divers concernant une noyade accidentelle où quelqu'un qui était assez proche pour sauver la victime ne l'a pas aidée, alors que Collins, qui était trop loin pour lui venir en aide, a été témoin de la scène. Parmi les différentes variations de cette légende urbaine, certaines prétendent que le chanteur aurait invité par la suite cette personne à un de ces concerts et l'aurait fixé du regard pendant toute la chanson ou bien qu'un projecteur se serait braqué sur lui[9].

La chanson Stan de Eminem mentionne explicitement cette légende contemporaine. Par ailleurs, Phil Collins a lui-même démenti ces théories, déclarant que In the Air Tonight avait été écrite après son divorce d'avec sa femme Andrea et que les paroles ne signifiaient rien, si ce n'est la colère qu'il ressentait à cause de cette séparation.
- Marilyn Manson s'est fait retirer des côtes pour pratiquer l'autofellation.

Selon des chirurgiens invités à dire ce qu'ils pensaient de ce mythe, se faire enlever des côtes permet seulement d'avoir une taille plus fine mais n’apporte en aucun cas plus de souplesse.
- Bob Marley a été tué par la CIA car, très engagé, il était devenu gênant pour la droite jamaïcaine, alors soutenue par les États-Unis. L’artiste aurait essayé une paire de Converse et se serait alors piqué avec un clou contaminé par des virus et des bactéries cancéreuses placé dans la chaussure.

Bob Marley est bien décédé d’un cancer de la peau (mélanome sous un de ses ongles de pied) mais cette maladie ne se transmet pas via un virus. De plus, aucune trace de l’agent de la CIA censé avoir confessé le meurtre n’a été retrouvée et la photo utilisée pour le représenter est tirée d’une banque d’images polonaise.
- Plusieurs chanteurs populaires seraient tous morts à 27 ans, notamment Brian Jones, Jimi Hendrix, Janis Joplin, Mia Zapata, Jim Morrison, Kurt Cobain, et Amy Winehouse. Cette fréquence serait statistiquement improbable.

La probabilité de voir plusieurs chanteurs populaires mourir à 27 ans n'est pas statistiquement improbable.

### Naissances et prénoms
- Clitorine : une jeune fille aurait été baptisée Clitorine. Une variante de la rumeur évoque des jumelles, Clitorine et Vagina.

Bien que Clitorine soit régulièrement citée pour illustrer un prétendu laxisme dans le contrôle de l'attribution des prénoms, il n'existe aucun élément attestant son existence. Aucun acte d'état civil connu ne mentionne de Clitorine, aucune personne physique se nommant elle-même Clitorine ne s'est jamais manifestée. Cette rumeur ne se propage que par des témoignages indirects invérifiables, d'autant plus que la date et le lieu de naissance sont inconnus.
- « Fetnat » : inspirés par une lecture superficielle du calendrier, des parents (souvent qualifiés d'africains) auraient prénommés leur enfant "Fetnat" quand il est né le 14 juillet, jour de la "fêt(e) nat(ionale)".

Dans la base de données française tenue par l'INSEE, on ne trouve aucune mention de ce prétendu prénom entre 1920 et 2020. On trouve en revanche de nombreuses attestations dans la fiction et le journalisme : dans un film de Bertrand Tavernier, dans un roman de Édouard Glissant, un article de RFI…

### Radiophonie
- Une lecture radiophonique de la Guerre des Mondes d'H.G. Wells par Orson Welles aurait provoqué un mouvement de panique aux États-Unis.

Aucun incident n'a jamais été recensé. En fait, cette légende vient des journaux papiers qui voyant la radio comme une concurrence, tentèrent de la discréditer en inventant cette histoire.

### Sport
- Dans les arts martiaux asiatiques, des frappes secrètes (le dim mak) permettraient de tuer son adversaire avec un temps de décalage (ce qui aurait coûté la vie à Bruce Lee entre autres)[réf. souhaitée].

Plusieurs scènes du film Kill Bill y font référence et le dessin animé Ken le Survivant s'appuie largement dessus pour les techniques de son héros.
- William Webb Ellis aurait pris le ballon à la main lors d'un match de football en 1823, et c'est de ce geste que serait né le rugby moderne.

C'est faux, les origines du rugby sont en fait bien plus anciennes. On peut les rapprocher du jeu dit de « la soule » commun au Moyen Âge en Europe et qui opposait deux villages la plupart du temps. L'objectif était d'apporter au centre du village adverse une panse de brebis. Il n'y avait pas de règles précises à ce jeu.
- Faire des étirements avant et/ou après le sport permettrait de réduire la douleur due aux courbatures.

Une étude de 2002, publiée par la Collaboration Cochrane, qui a pris en compte douze autres études, dont une portant sur 2 377 participants, conclut que la réalisation d'une séance d'étirements avant et/ou après l'effort ne produit pas de réduction significative des courbatures d'un point de vue clinique.
En dehors de la question spécifique des courbatures, les étirements sont pratiqués car il est acquis qu'ils favorisent la récupération et préviennent les blessures. D'autre part, ils sont partie intégrante de l'échauffement, et ce quel que soit le sport.

### Transports
- Un plongeur est retrouvé mort sur les lieux d'un incendie éteint, largué par un Canadair qui l'aurait ramassé dans un lac en même temps que l'eau. En réalité, les écopes des canadairs font environ 200 cm2 et ne pourraient pas « collecter » un homme. L'origine de cette rumeur viendrait de la découverte d'un plongeur avec tout son attirail mort au sommet d’une montagne après un incendie sur l'île grecque de Thassos. Histoire compilée dans l'ouvrage « Das Kaninchen, das den Jäger erschoß. Und andere bizarre Todesfälle » (Le lapin qui a tué le chasseur, et autres morts étranges) des Allemands Helmut Krausser et Marcel Hartges, où la mort est attribuée à un Canadair[23]. L'une des premières scènes du film Magnolia fait d'ailleurs référence à cette légende, ainsi que le film la Turbulence des fluides, le film Pétrole ! Pétrole !, un épisode de Marie Pervenche, un épisode de la série Les Experts (saison 2, épisode 5), le roman Barney's Version (Le Monde de Barney, en français), de Mordecai Richler, le roman La Daronne de Hannelore Cayre,
- Un homme prend en auto-stop une étrange jeune femme, elle disparait aussitôt qu'ils sont arrivés à destination. Dans la maison où elle a demandé à aller, l'homme découvre une photo de l'inconnue… qui est morte depuis plusieurs années. Plusieurs versions de cette histoire circulent, et la femme est parfois surnommée la « dame blanche ». Il est difficile de trouver l’origine de cette légende. On en voit les premières traces dans des écrits médiévaux. Les chroniqueurs parlent alors plutôt de fées malveillantes[24].

## Drogues, crimes, délits étranges
- Des jeunes femmes sont droguées et enlevées en passant par des souterrains creusés sous des cabines d'essayage dans les grands magasins ou les spécialistes de lingerie féminine ; une personne a même entendu parler d'un sous-marin venant les chercher de nuit dans le cadre d'un réseau de traite des Blanches. Bien que très présente dans le folklore contemporain français, la rumeur est associée à la ville d'Orléans en 1969, devenant une exemplaire « rumeur d'Orléans », car un commerçant de la ville avait porté plainte contre des faits d'antisémitisme. La médiatisation de la légende peut s'expliquer par le fait qu'Orléans est à l'époque une ville plutôt conservatrice, où les nouveaux magasins avec cabine d’essayage représentent une forme de modernité que les parents peuvent ressentir comme une menace, et par un antisémitisme encore vivace[25],[26].

- L’alcool d'absinthe est une drogue psychoactive et hallucinogène dangereusement addictive. Cette croyance a amené l'interdiction à la vente en 1915 aux États-Unis et dans une grande partie de l’Europe. Cet alcool est simplement aussi dangereux que les autres. Des études récentes montrent que les propriétés psychoactives de l’absinthe (à part celles attribuables à l’alcool) sont exagérées[27].
- Une femme surnommée “La danseuse serbe” danse au milieu de la rue. Si elle est interrompue, elle attaque l'importun avec un couteau. Cette rumeur remonte au mois de septembre 2019. À cette époque, des témoins anonymes assurent au journal La Serbie aujourd'hui avoir vu, dans la municipalité de Zvezdara, une femme danser en costume traditionnel serbe. Elle s'en prenait ensuite aux badauds et aux voitures, en brandissant un couteau[28]. L'article évoque cette histoire qui court les rues en citant un habitant anonyme et des publications sur les réseaux sociaux, mais il précise aussi que rien ne la corrobore. "Jusqu'à présent, aucun cas d'attaque n'a été signalé", lit-on. D'ailleurs, la vidéo qui accompagne l'article ne montre aucune agression. On aperçoit simplement un individu danser dans la nuit avec un vêtement folklorique[29].
- Des criminels vendent du LSD à la sortie des écoles sous la forme de décalcomanies, décorés par une étoile bleue ou par des personnages de dessins animés pour enfant.
- Fumer des peaux de banane a un effet psychotrope. Du LSD ou une drogue hallucinogène similaire appelée “bananadine” serait présente dans les peaux de banane. C'est une légende née d’une recette humoristique publiée en 1967 dans un magazine américain de la presse underground des années 1960 et 1970[30],[31]. En 1971, le livre de recettes The Anarchist Cookbook contribue largement à la diffusion du mythe, en prétendant que "Musa sapientum bananadine" est un médicament psychoactif doux trouvé dans les peaux de banane. En 1996, une étude scientifique montre que la peau de banane contient bien un alcaloïde, le tryptophane, en quantité infinitésimale (il faudrait fumer des tonnes de peau de bananes pour obtenir une dose « efficace »[32],[33]).

## Entreprises

### McDonald's
- L'hygiène des piscines à balles pour enfants de cette enseigne et d'autres chaînes de restauration rapide est mauvaise : elles contiennent des ordures, du vomi, des excréments, des seringues usagées et des serpents venimeux[34],[35].
- Les hamburgers contiennent un produit contre le vomissement car les sandwichs sont trop gras pour être normalement digérés par l'organisme. La marque blanche que l'on peut parfois observer sous le pain n'est pas une pastille antiémétique mais une imperfection formée pendant la décongélation[36]. On ne vomit d'ailleurs pas davantage si l'on s'abstient de la manger.
- Les hamburgers de cette enseigne contiennent de très nombreux conservateurs alimentaires, à un tel point qu'ils ne moisissent pas, même après plusieurs années. La moisissure ne se développe que dans certaines conditions, notamment d'humidité et de température. Si ces paramètres ne sont pas réunis, l'aliment ne moisira pas, qu'il s'agisse d'un hamburger ou d'un autre produit. Contrairement aux allégations véhiculées par la légende, un hamburger placé dans des conditions adéquates développe rapidement des moisissures[37],[38].

### Walt Disney
Plusieurs légendes ou rumeurs existent sur Walt Disney. La plupart ont été regroupées par Marc Eliot dans son livre Hollywood's Dark Prince (en). En voici quelques-unes :
- Walt Disney est le fils illégitime hors mariage d'une femme née dans une ville près d'Almería, en Andalousie (Espagne) et adopté par Flora et Elias Disney.

Rien n'indique un quelconque élément de vérité.
- Walt Disney aurait reçu une rafale de fusil durant la Première Guerre mondiale.

Disney ayant servi comme ambulancier dans la Croix-Rouge de 1917 à 1919, rien ne fait état qu'il ait été blessé mais sa fonction a pu faire croire à des blessures.
- Walt Disney aurait empêché le drapeau des États-Unis d'être mis en berne à Disneyland après l'assassinat du président Kennedy en 1963.

À cette époque, Disney était très occupé à rechercher le site de Walt Disney World Resort ; un choix de gestion « minime » ne dépendait pas de lui. De plus, il était à bord d'un avion, de retour de Floride.
- Quand Walt Disney reçut la médaille présidentielle de la Liberté du président Lyndon Johnson durant une cérémonie en 1964 à la Maison-Blanche, il aurait porté un insigne « Goldwater », le candidat opposé à Johnson, sur son revers de veste[41].
- Le corps de Walt Disney aurait été cryogénisé et serait stocké sous l'attraction Pirates of the Caribbean à Disneyland.

Disney a été incinéré et son urne déposée dans la crypte familiale au Forest Lawn Memorial Park à Glendale en Californie. Cette thèse est toutefois largement « soutenue » par Leonard Mosley (en).
- Le visage de Walt Disney apparaîtrait sur un buste dans Haunted Mansion.

Le buste de l'« Oncle Théodore » est celui de l'acteur vocal Thurl Ravenscroft. Il semble qu'il est en place depuis l'ouverture de l'attraction le 9 août 1969. Mais, a contrario, l'un des pirates de Pirates of the Caribbean présente lui réellement le visage de Walt moulé par Blaine Gibson et depuis utilisé pour la statue Partners.
- Le fantôme de Disney pourrait être vu dans plusieurs bâtiments de Disneyland tels que la Disney Gallery de New Orleans Square à Disneyland ou l'ancien Sunkist bar.
- Disney serait le descendant d'un des sorciers de Salem, sa mère étant une descendante du Révérend G. Burroughs.

Flora Call aurait un aïeul ayant habité dans la région de Salem à l'époque, mais le lien n'est pas clairement établi et des erreurs de généalogie sont possibles.
- Disney serait un franc-maçon, la preuve venant principalement de la tenue de Mickey, inspirée des tabliers de la confrérie.

Rien ne le prouve et la tenue de Mickey Mouse a été conçue dans un souci de simplicité.
- Disney était juif et anti-communiste.

A priori, il a été baptisé protestant (d'origine irlandaise) et ne s'est jamais converti. Rien n'indique pour lui une quelconque adhésion à la religion juive, à la différence de son neveu Roy Edward Disney, dont la société Shamrock affiche avoir des capitaux privés en Israël. Pour l'anticommunisme, deux choses s'opposent : la vision d'Epcot mêlant communisme, socialisme et libéralisme (ou celle de studios de Burbank) et la Commission des activités anti-américaines en 1947 où il a dénoncé comme communistes des animateurs syndicalistes qui avaient travaillé avec lui en 1941 et qui avaient déclenché une grève dans les studios Disney. Il semble plutôt être indépendant des extrêmes politiques mais avec un idéal de monde meilleur.
- Disney était un antisémite notoire.

D'après Katherine et Richard Greenne cette idée daterait de la grève des studios Disney en 1941, pendant laquelle certains dirigeants syndicalistes arguaient que Walt ne pouvait supporter Herbert K. Sorrell, un syndicaliste de confession juive. De nombreux employés juifs infirmèrent ce fait et Joe Grant indique « qu'il n'y a aucune preuve dans ce sens ». Toutefois Leonard Mosley rapporte des propos assez diffamatoires.
- Francis Marmande explique dans un article citant Jean-Louis Ezine, que la plupart des problèmes de tyrannie de Walt Disney seraient liés à sa moustache qu'il voulait incomparable au sein de sa société[48].

Le code vestimentaire était surtout lié au parc Disneyland ouvert en 1955. Un code plus succinct existait au sein des studios mais de nombreuses exceptions existent. Ainsi, Thurl Ravenscroft portait la moustache. Walt Disney appréciait et travailla avec Dalì en autres sur Destino dans les années 1940. La « tyrannie » de Disney, souvent associée à la grève des studios et à la commission anti-américaine, daterait plutôt des années 1940. On peut voir ici des raccourcis historiques qui donnent lieu à des interprétations saugrenues.

### Coca-Cola
- Le Coca-Cola contiendrait des acides assez forts pour dissoudre une dent (ou un clou, une pièce d'un cent, ou un morceau de steak) dans un verre en une nuit.

Non seulement le Coca-Cola ne peut pas dissoudre une dent en une nuit, mais d'autres aliments ou boissons, comme le jus d'orange par exemple, présentent une acidité similaire. Dans tous les cas, le taux d'acidité est trop bas pour endommager le système digestif.
- Le père Noël aurait été inventé par Coca-Cola pour une publicité. Une variante de cette légende serait que le père Noël portait à l'origine un costume vert et serait aujourd'hui représenté en rouge à cause des publicités Coca-Cola.

Il existe en fait des images du père Noël bien antérieures à la publicité en question, présentant bien souvent le Père Noël dans un costume rouge. Cela dit, les publicités Coca-Cola ont contribué à populariser l'image du Père Noël,.
- Le Coca-Cola Light contiendrait en réalité du sucre et la compagnie n'aurait qu'à payer une amende annuelle pour pouvoir continuer à utiliser la supercherie.

Cette affirmation n'a jamais été démontrée. En outre, il ne suffit pas de payer une amende pour continuer de commercialiser un produit frauduleux.
- Le Coca-Cola aurait été à l'origine de couleur verte.

Aucune des quelques modifications de la recette n'a jamais changé la couleur marron du Coca-Cola, apportée par le colorant caramel. Le marron semble avoir été choisi explicitement dès l'origine, car les premières fabrications de Coca-Cola étaient artisanales et le marron cachait bien les impuretés. Le Coca-Cola a bien été vendu dans des bouteilles en verre de couleur verte, ce qui pourrait expliquer l'origine du mythe.
- Le Coca-Cola contient du dioxyde de carbone qui peut tuer si on en boit à l'excès. Un chauffeur de camion (ou, selon d'autres versions, un étudiant) en aurait d'ailleurs été victime.

Si cela était vrai, tous ceux qui ne boivent que de l'eau gazeuse seraient en grave danger.
- Le mélange du Coca-Cola et d'un bonbon Mentos aurait provoqué la mort d'une personne ayant ingéré les deux produits simultanément[55],[56].

Cette variante de la légende précédente est apparue sur internet peu de temps après les nombreuses vidéos montrant des geysers produits en plongeant un bonbon Mentos dans du Coca-Cola. Même si les effets produits par l'ingestion de ces deux produits sont assez désagréables, ils ne sont pas mortels : le phénomène de geyser est purement physique, il ne libère ni acide ni substance toxique.
- Seules deux personnes connaîtraient la recette du Coca-Cola, et chacune d'entre elles n'en connaîtrait qu'une moitié.

Comme pour tout produit commercialisé, les ingrédients du Coca-Cola ne sont absolument pas secrets et la recette est simplement déposée. De plus, les dosages peuvent être mesurés avec un spectromètre de masse.
- L'ingrédient secret du Coca-Cola serait en fait de la cocaïne.

Le Coca-Cola ne contient officiellement plus de cocaïne depuis 1903. Pourtant, on en a retrouvé des traces infimes jusqu'en 1929,,.

### Autres produits
- Sur les paquets de cigarettes Camel serait dissimulé le Manneken-Pis (dans la cuisse avant gauche de l'animal), qui aurait été réalisé par un dessinateur belge.
- Les chewing-gums de la marque américaine Bubble Yum contiendraient des œufs d'araignée.

La rumeur viendrait du fait que les chewing-gums de la marque étant beaucoup plus mous que ceux des autres marques, les gens ont spéculé sur sa composition.
- Kentucky Fried Chicken commercialiserait la viande de poulets transgéniques sans bec, pattes ou plumes.

Les progrès dans la manipulation des codes génétiques ont alimenté le débat sur les cultures transgéniques, les animaux ayant reçu des hormones artificielles, et leur consommation. De plus, pour ceux qui pensent que tuer et manger d’autres animaux est moralement répréhensible, cette légende souligne le mépris total de la plupart des humains pour les droits des animaux et les conditions de plus en plus inhumaines dans lesquelles les animaux destinés à l’alimentation sont élevés. Cette légende permet aussi de mettre en avant l'idée que les gouvernements sont de mèches avec les industriels.
- La taurine qui empêchait la commercialisation de la boisson énergétique Redbull serait extraite des testicules de taureau.

En fait, la taurine est un dérivé d'acide aminé, présent dans l'organisme - en particulier l'appareil digestif - des bovins et d'autres animaux (de l'huître à l'homme), et même dans les œufs.
- Les calamars frits seraient confectionnés à partir d'anus de porc[64],[65].
- Dormir dans une pièce close avec un ventilateur en marche pourrait entraîner la mort[66].

## Géographie

### Belgique
- L'Atomium de Bruxelles n'aurait pas neuf mais dix boules, la dixième serait souterraine.
- Albert Ier ne serait pas mort à la suite d'une chute dans les rochers de Marche-les-Dames mais aurait été assassiné.
- La nuit toutes les routes sont éclairées, d'ailleurs, grâce à elles, on voit la Belgique depuis l'espace.

Toutes les routes belges ne sont pas éclairées la nuit. D'ailleurs certaines parcelles d'autoroutes comme la E42 ne sont pas du tout éclairées. En ce qui concerne la possibilité d'observer la Belgique depuis l'espace grâce à l'éclairage de ses autoroutes, c'est en partie véridique. Mais cela s'explique par le fait que la Belgique est, avec les Pays-Bas et la Rhénanie-du-Nord-Westphalie en Allemagne, une zone très densément peuplée (435 hab./km2).

### France

#### Légendes racistes
- En 1969, la « Rumeur d'Orléans » est une rumeur antisémite.
- En 2013, la « Rumeur du 9-3 » est une rumeur qui vise les personnes de couleur.
- En 2019, le « mythe de la camionnette blanche » est une rumeur incriminant les Roms. En Seine-Saint-Denis, l'histoire prétend que ces derniers enlèvent des enfants pour alimenter les réseaux de prostitution[67].

#### Légendes parisiennes
La ville de Paris a inspiré, en raison de sa taille, de la diversité de sa population et des multiples activités qui s'y pratiquent, une quantité de légendes et rumeurs, certaines (telle celle de la « Tour de Nesle » ou de Nicolas Flamel) étant très anciennes, parfois pour ainsi dire autant que la ville elle-même (et il en est de même dans toutes les grandes métropoles). Si certaines d'entre elles ne sont pas spécialement typiques à Paris et sont présentées dans d'autres paragraphes, quelques légendes contemporaines sont proposées ci-dessous :
- La Pyramide du Louvre serait composée de 666 plaques de verre, un symbole satanique.

La Pyramide est constituée de 603 losanges et 70 triangles de verre, soit 673 panneaux.
- Sur la place du Père-Teilhard-de-Chardin à Paris, une curieuse statue représente un personnage coupé en deux, ses pieds devant lui. Cette œuvre hommage à Arthur Rimbaud s'intitule L'Homme aux semelles devant. Une légende veut que la statue soit une bourde due à une mauvaise compréhension du surnom du poète, « l'homme aux semelles de vent ».

Il s'agit en réalité d'un calembour totalement volontaire et revendiqué par l'auteur de la statue, Jean-Robert Ipoustéguy.
- Dans les égouts de Paris survivraient des alligators, ramenés bébés de Floride ou d'Afrique par des touristes et ensuite jetés dans les toilettes lorsque leur taille les rend impossible à concilier avec une vie en appartement.

Il est impossible que des alligators puissent survivre longtemps dans les égouts. L'eau y est de trop mauvaise qualité et, comme tous les animaux à sang froid, les sauriens doivent pouvoir s'exposer à la lumière du soleil. Cependant, le service responsable des égouts a trouvé en mars 1984 un petit crocodile du Nil d'environ 80 cm sous le quai de la Mégisserie. Le reptile est toujours vivant en 2012 à l'aquaterrarium du Parc du Golfe à Vannes. Il s'était échappé d'une animalerie du quai de la Mégisserie et aurait survécu en égout pendant quelques semaines.
- La Tour Eiffel repose sur des vérins hydrauliques afin de ne pas être renversée par le vent. Des vérins ont effectivement été brièvement utilisés aux fins de nivellement pendant sa construction mais les piles définitives reposent, depuis plus d'un siècle, sur une base en béton.

#### Légendes marseillaises
- Les rues attenantes à l'église des Réformés dans le 1er Arrondissement seraient l'objet d'un vortex qui plongerait certains promeneurs dans une faille spatio-temporelle renvoyant au même lieu à des époques plus anciennes[69].
- Un cimetière aurait été découvert sous la cité de La Savine, puis dissimulé par les autorités municipales afin de ne pas ralentir les travaux de rénovation du quartier[70].
- Une mosquée datant de l'ancien régime se trouverait dans l'enceinte du parc de la Valbelle, inaccessible au public. Elle aurait été bâtie afin de permettre aux marins musulmans de pouvoir prier. Le lieu a réellement abrité une mosquée qui a été détruite. Le bâtiment visible aujourd'hui est en réalité une maison de maître plus récente bâtie sur un modèle oriental[71].

#### Légendes lyonnaises
- On raconte que le sculpteur de la statue de Louis XIV (place Bellecour) à Lyon, se rendant compte qu'il avait oublié les étriers à la statue, se serait suicidé. La même légende a cours à Montpellier, là encore à propos d’une statue équestre de Louis XIV sans étriers, sur la place du Peyrou.

En réalité, si Louis XIV n'a pas d'étrier, c'est parce qu'il est représenté « à la romaine », c'est-à-dire à cru, sans selle ni étriers. Quant au sculpteur François-Frédéric Lemot, il est décédé de mort « naturelle ».
- L'existence d'un lac sous Fourvière.
- La présence d'une tête du Christ en or massif dans le lac du parc portant son nom, le parc de la Tête d'or.
- Une rumeur tenace à Lyon veut que la tour métallique de Fourvière ait été conçue par Gustave Eiffel. Certains Lyonnais ont d'ailleurs coutume de l'appeler « la tour Eiffel ».

La tour de Fourvière, construite cinq ans après celle d'Eiffel, est inspirée de l'architecture de cette dernière, mais Gustave Eiffel n'a aucunement participé à sa conception.

#### Ailleurs en France
- Le Mont-Saint-Michel était entouré de terres et d'une grande forêt, la Forêt de Scissy, qui fut dévastée en 709 par un raz-de-marée.

Il ne s'agit pas d'un raz de marée mais d'une grande marée.
- Le port d'Aigues-Mortes, port maritime au XIIIe siècle, donnait directement dans la mer, Louis IX, qui souhaitait un accès direct à la mer Méditerranée, fit construire le port afin de partir en croisade.

L'ensemble du port d'Aigues-Mortes comprenait le port proprement dit, qui se trouvait dans l'étang de la Marette, le Canal-Viel et le Grau-Louis, le Canal-Viel étant le chenal d'accès à la mer.
- Dans le petit village de Rennes-le-Château, situé dans le département de l'Aude. un fabuleux trésor aurait été découvert par l'abbé de la paroisse, en 1889.

C'est la prétendue richesse subite de cet abbé (qui se lança dans de grands travaux dans son église et son environnement) qui créa la légende : il s'agit plus probablement de détournements de fonds destinés à l'église ou autres malversations du même genre. Malgré l'absence totale de preuves matérielles sur la réalité de ce trésor (beaucoup de "pistes" dites historiques ont été évoquées, mais sans aucune certitude) et surtout la suspension (avérée, cette fois-ci) du curé par ses supérieurs hiérarchiques, cette affaire de trésor présumé "fabuleux" a tout de même fait couler beaucoup d'encre et usé beaucoup de pellicules (livres, reportages et même des films hollywoodiens) à la suite de supputations plus ou moins diverses (et la plupart farfelues) dont l'affaire du Prieuré de Sion, ci-dessous, l'Ahnenerbe nazi (organisme de recherche dépendant de la SS) a même mené des missions d'exploration à Rennes-le-Château pendant la Seconde Guerre mondiale.
- Le Prieuré de Sion : confrérie qui remonterait à 1099, liée à l'ordre du Temple et dont la mission aurait été de préserver le secret d'une descendance cachée des Mérovingiens pour la restauration d’une monarchie mérovingienne en France.

C'est un canular de Pierre Plantard et de Philippe de Cherisey en grande partie lié à la « fabuleuse découverte » de l'abbé de Rennes-le-Château et à la publicité qui en découla.
- Yves Pichon, l'officier signant les PV des radars automatiques, n'existerait pas et ne serait qu'un pseudonyme emprunté par plusieurs policiers.

Un agent du nom d'Yves Pichon travaille au Centre automatisé de constatation des infractions routières, situé à Rennes, qui traite les infractions constatées par les radars automatiques de toute la France. Ceci explique l'apparent don d'ubiquité du gendarme. Le grade d'Yves Pichon indiqué sur les procès verbaux a par ailleurs évolué avec le temps, signe qu'il s'agit bien d'une personne réelle.
- Après la catastrophe de Tchernobyl, les autorités responsables de la sécurité en France auraient déclaré que « le nuage radioactif s'est arrêté à la frontière ».

Aucun responsable français n'a prononcé cette phrase, mais, des années après la catastrophe, la légende continue de circuler. La confusion provient notamment de la présentation d'une carte météorologique avec un panneau stop au journal de 20h d'Antenne 2,.
- La gratuité des routes en Bretagne consentie par le Général de Gaulle en 1969 remonterait à un privilège breton conquis par Anne de Bretagne, laquelle avait « obtenu la suppression de l’octroi, mais elle est morte en 1514 et n’avait pas obtenu une concession perpétuelle ».

En réalité, les contrats de mariage d'Anne de Bretagne et l'édit du Plessis-Macé de 1532 garantissent bien des droits, libertés et privilèges à la Bretagne mais aucune disposition ne concerne les péages (appelés tonlieux) et les octrois qui ont de fait perduré jusqu’en 1943. La gratuité du réseau routier breton est promise[Par qui ?] en 1969 pour compenser le handicap lié à l'excentration de la Bretagne par rapport au reste de l'espace français et européen.

### Autres pays
- L'archipel des Bermudes est réputé pour abriter nombre de personnalités du spectacle prétendument décédées - prématurément - mais qui continueraient à y vivre à l'abri de leurs fans.
- Au nord de la Suède, la ville de Chako Paul serait habitée par 25 000 femmes, aucun homme n'ayant le droit d'y entrer. Les habitantes ne pouvant pas réfréner leurs désirs se tournent donc vers l'homosexualité.
Ce canular a été véhiculé en 2009 par les médias chinois Harbin News et Xinhua, créant de toutes pièces cette ville, aussi appelée Shakebao dans certains articles[80].
- À Hong Kong, chaque sortie d'un film ou d'une série avec l'acteur Adam Cheng en vedette provoquerait une chute brutale et inexpliquée de la bourse de Hong Kong (effet Ting Hai).

En 2004, un rapport du Crédit lyonnais sur la chute de 10% de l'index Hang Seng après la diffusion de la nouvelle série de Cheng, Blade Heart (en), conclut que : « Bien qu'aucune raison logique ne puisse être trouvée, le pouvoir prédictif de l'effet Adam Cheng est mystérieusement précis »..

## Histoire

### Événements

#### Attentats du 11 septembre 2001
- Les attentats du 11 septembre 2001 aux États-Unis seraient le fruit des services secrets israéliens qui désiraient faire porter la faute aux militants islamistes.

Cette thèse a notamment été alimentée par le mémorandum officiel de la Commission nationale sur les attaques terroristes contre les États-Unis (rapport de la Commission du renseignement du Sénat américain), publié le 15 septembre 2004, intitulé « La Surveillance israélienne des futurs pirates de l’air et des suspects du FBI dans les attaques du 11 septembre et son échec à donner aux États-Unis les avertissements nécessaires : le besoin d’une enquête publique ». Dans ce rapport était indiqué que des groupes israéliens, composés de 125 personnes arrêtées par le FBI peu après les attaques, étaient divisés en cellules, toutes basées à proximité des différentes cellules islamistes. Le rapport faisait par ailleurs référence à une enquête de la section du contre-espionnage de la Drug Enforcement Administration (DEA) révélant que ces 125 Israéliens avaient pénétré dans plusieurs bâtiments fédéraux. Ces informations ont notamment été reprises quelques jours par des chaînes d'informations nationales américaines.
- L'attaque du 11 septembre 2001 contre le Pentagone n'aurait pas été réalisée au moyen d'un avion détourné, mais à l'aide d'une ou plusieurs bombes (ou missiles).

Cette théorie a été initiée par Thierry Meyssan, fondateur du réseau Voltaire, dans un livre publié en 2001 : L'Effroyable Imposture. Pour Thierry Meyssan et quelques dissidents américains comme Jimmy Walter, aucun avion ne s'est écrasé sur le Pentagone. L'hypothèse d'un missile est avancée et leur paraît mieux correspondre aux dégâts réels infligés au Pentagone : un trou de cinq à six mètres de large traversant le premier bâtiment au-dessus duquel la façade s'est effondrée trente-deux minutes après l'impact, les premières photos ne laissant pas apparaître cet effondrement. L'appareil a percé trois bâtiments (six murs), laissant un trou de deux mètres trente de diamètre à la sortie du troisième bâtiment. Le travail de Thierry Meyssan est vivement critiqué par une partie des communautés journalistiques française et américaine mais rencontre un vif intérêt dans d'autres pays (pour la plupart hostiles aux États-Unis).

### Personnages célèbres duXXesiècle

#### Adolf Hitler
- Adolf Hitler ne se serait pas suicidé.

Cette légende était courante dans les journaux à sensation des années 1950 et 1960. L'hypothèse de sa survie, naturelle ou artificielle, a cependant inspiré beaucoup d'histoires de science-fiction. En 2009, à la demande de la chaîne de télévision History qui réalise un documentaire intitulé Hitler’s Escape, qui traite de l’hypothèse de la fuite du dictateur, l’Américain Nick Bellantoni découvre que le crâne que l’on attribuait à Hitler est en réalité celui d’une jeune femme. Des tests ADN réalisés aux États-Unis sur les échantillons ramenés par l’archéologue confirment ses dires. Selon Nick Bellantoni, le crâne ne serait pas non plus celui d’Eva Braun. Les témoignages affirment qu’elle se serait suicidée au cyanure, et non par arme à feu. Des études, menées depuis, sur une mâchoire récupérée sur les lieux du suicide par les Russes ont conclu sans aucun doute possible que c'était bien celle d'Hitler.
- Hitler aurait été végétarien.

Cette thèse est réfutée par beaucoup d'historiens, mais une minorité pense qu'il l'a effectivement été. En fait, le végétarisme d'Hitler aurait pour origine une prescription médicale, qu'Hitler ne respectait pas à la lettre.

#### Paul McCartney
- Paul McCartney aurait péri dans un accident de voiture en 1966, et serait depuis lors « remplacé » par un sosie.

(Voir ci-dessous, dans la section « Arts et Culture », sous-section « Musique »)

#### Autres personnages célèbres
Beaucoup de mystères circulent au sujet des personnages historiques (antérieurs au XXe siècle), mais tous ne sont pas dignes d'être qualifiés de « légendes contemporaines », car ils n'inspirent pas (ou plus) la culture populaire. Néanmoins, et en particulier au sujet des plus grandes figures (Napoléon, Léonard de Vinci, Jésus de Nazareth, etc.), des récits, souvent peu vraisemblables, sont couramment rapportés, d'autant que des œuvres de fiction peuvent les populariser. D'autres, enracinés dans les folklores locaux, ont survécu jusqu'à nos jours. Voici quelques-unes de ces légendes :
- La niçoise Catherine Ségurane aurait à elle seule repoussé les Turcs, qui assiégeaient la ville, en leur montrant ses fesses (qui étaient, paraît-il, fort laides et sales).
- Molière n'aurait pas écrit ses pièces, et n'aurait été que l'interprète et le prête-nom d'œuvres écrites par Corneille. De même pour Shakespeare, dont les pièces seraient de Bacon ; les tenants de cette légende s'appellent les anti-stradfordiens, puisque Shakespeare est né à Stratford-upon-Avon.

Voir Paternité des œuvres de Molière et Paternité des œuvres de Shakespeare.
- George Washington, enfant, aurait abattu un cerisier que son père aimait beaucoup, et lorsque ce dernier demanda qui avait fait ça, George lui répondit ; « Père, je ne peux vous mentir, c'est moi. » Son père aurait été tellement touché par sa sincérité qu'il ne le punit pas. Cela renforça l'image positive de Washington, surnommé « The man who could not tell a lie » (« L'homme qui ne pouvait mentir »).
- L’attachement de Voltaire à la liberté d’expression serait illustré par la très célèbre citation qu’on lui attribue : « Je ne suis pas d’accord avec ce que vous dites, mais je me battrai jusqu’à la mort pour que vous ayez le droit de le dire. » En fait, cette citation n’apparaît nulle part dans son œuvre publiée et trouve sa source en 1906 dans un commentaire de l’autrice britannique Evelyn Hall, dans son ouvrage The Friends of Voltaire[90], où, pensant résumer la posture de Voltaire à propos de l’auteur d’un ouvrage publié en 1758 condamné par les autorités religieuses et civiles, elle écrivait « “I disapprove of what you say, but I will defend to the death your right to say it” was his attitude now » (« “Je ne suis pas d’accord avec ce que vous dites, mais je défendrai jusqu’à la mort votre droit de le dire” était désormais son attitude »). Les guillemets maladroitement utilisés par Evelyn Hall ont été interprétés comme permettant d’attribuer la déclaration à Voltaire.
- Il existerait d'importantes coïncidences entre les assassinats d'Abraham Lincoln et de John Kennedy[91].
- En 1960 au Japon aurait été détenu John Zegrus, un individu arrêté pour faux et usage de faux, dont l'histoire a été déformée au fil du temps[92].
- Plusieurs personnages historiques ont été l'objet de rumeurs concernant leur survie après leur mort.

### Moyen Âge
Une légende urbaine situe les lieux du crime de l'affaire de la rue des Marmousets à Paris au XVe siècle, aussi connue comme la légende du barbier et du pâtissier sanguinaires, sur l'emplacement actuel du garage de la compagnie motocycliste de la Direction de l’Ordre Public et de la Circulation, aux 18-20, rue Chanoinesse, où une grande pierre, dite pierre du chien, qui aurait dit-on servi de billot aux assassins, est visible.
La légende de Sweeney Todd, passée dans le folklore anglais, rappelle l'histoire de la rue de Marmousets. Sweeney Todd est un personnage de fiction inspiré de faits plus ou moins avérés. Barbier londonien du XIXe siècle, il commettait des meurtres froidement et faisait disparaître les corps avec la complicité de sa maîtresse qui préparait des friands à base de chair humaine.

### Civilisations
- Une légion romaine aurait été séparée de son armée après le désastre de Carrhes, elle aurait poursuivi son chemin jusqu'en Chine où les Romains se seraient installés[94].

Une mission scientifique affirme que la population chinoise de la localité de Zhelaizhai (en) posséderait des types physiques latins et que deux tiers de son ADN est d'origine européenne, le thème a été repris par Valerio Massimo Manfredi dans un de ses romans, L'Empire des dragons, sorti en 2005.

## Législation

### France
- Il serait interdit de s'embrasser sur les quais d'une gare.

D'après Legifrance, la légende trouverait sans doute son origine dans un règlement de police d’une compagnie ferroviaire avant la Première Guerre mondiale pour limiter les retards.
- Il serait interdit d'appeler son cochon Napoléon.

Selon Sophie Muffat, spécialiste et membre du Centre d'Études napoléoniennes, « rien ne se trouve dans les vingt volumes qui concernent le Premier Empire, ni dans les neuf du Consulat, pas même dans le seul et unique volume qui couvre les Cent-Jours. Cette loi n’existe pas ».

## Sciences

### Biologie

#### Sexe
- Un rétrécisseur de sexe est une personne qui serait capable de réduire la taille des pénis des hommes dont il serre la main. D'authentiques lynchages de personnes accusées d'en être un ont eu lieu[99].

Rumeur ayant cours essentiellement en Afrique subsaharienne.

#### SIDA
- L'origine du SIDA ne serait pas naturelle, mais une arme biologique conçue et utilisée pour des raisons de génocide. Une origine des États-Unis, contre l'Union soviétique, est suggérée.

Opération de désinformation du KGB lancée quelques mois après l'identification du virus.
- Des seringues infectées par le SIDA, installées par des drogués fous, traîneraient sur des bancs publics, distributeurs automatiques, pompes à essence et sièges de cinéma de grandes villes. Selon la légende, la victime, après avoir senti la piqure, trouverait sur la seringue un mot indiquant « Vous venez d'être infecté par le virus du SIDA ».

Du sang contaminé par le SIDA ne représente un danger que pendant une très courte durée, et ce à cause de la faible durée de vie du virus. De plus il est parfaitement possible, lorsqu'on vient d'être infecté, de suivre à l'hôpital un traitement d'urgence qui réduit très fortement le risque de développer le SIDA. Cette rumeur a notamment commencé à circuler à Issy-les-Moulineaux en février 2001. Se transmettant par courriel, ce « mythe urbain » était déjà apparu en juin 2000 aux États-Unis.
- Le SIDA aurait été transmis à l'homme par l'intermédiaire de femmes africaines violées par des singes mutants.

Le VIH est étroitement lié aux virus entraînant des maladies semblables au SIDA chez les primates, le virus d'immunodéficience simien (VIS). Il existe plusieurs théories sur l'origine du SIDA, mais il est communément admis que le VIH-1 est une mutation du VIS. Ce dernier infecte notamment les chimpanzés (Pan troglodytes), qui sont des porteurs sains du VIScpz. La transmission chez l'homme a été rendue possible par une mutation du virus.
- Un homme séropositif séduirait des femmes dans les aéroports pour les culbuter. Par la suite, il leur envoie un « cadeau » contenant un rat mort et une note, « Bienvenue au Club SIDA ». Une variante de cette légende est qu'une femme atteinte du sida coucherait avec des hommes pour leur transmettre sa maladie et ils se réveilleraient en trouvant sur le miroir de la salle de bains « Bienvenue dans le monde du Sida » écrit au rouge à lèvres.

Néanmoins, une juridiction pénale française a condamné un homme à six ans d'emprisonnement pour administration de substance nuisible de nature à entrainer une infirmité permanente, pour avoir multiplié les conquêtes féminines, prétextant une allergie au latex pour ne pas utiliser de préservatif, tout en se sachant atteint du SIDA (Arrêt de la chambre criminelle de la Cour de Cassation en date du 10 janvier 2006).

#### Vision
- Les muletas utilisées pour la corrida seraient rouges car cette couleur énerverait les taureaux.

Les taureaux n’ont pas une bonne vision des couleurs car ils possèdent peu de cellules-cônes qui permettent de voir les couleurs sur le fond de leurs yeux. En réalité, ce n’est pas la couleur rouge qui rend les taureaux agressifs, mais le mouvement du tissu de la cape et les cris effectués par le toréador.

#### Poils, cheveux et ongles
- Porter un chapeau bloquerait la circulation du sang vers les bulbes capillaires et provoquerait la calvitie

Cette légende se retrouve dans le film Louis ou Louise (1953).

#### Alimentation et digestion
- Se baigner moins de trois heures (voire une heure) après avoir mangé paralyserait le corps par hydrocution et provoquerait alors la noyade[103].

Néanmoins, les heures suivant midi étant les plus chaudes de la journée, elles sont plus propices à l'hydrocution. De plus, la digestion demande un afflux sanguin important dans les intestins, et l'organisme a plus de mal à faire face à ces dépenses énergétiques simultanées.
- Les épinards seraient particulièrement riches en fer.

L'origine de cette croyance est mal connue. Cette légende serait née d'une faute de frappe parfois attribuée à une secrétaire, allemande ou américaine selon les versions, mais cette explication répandue présente elle-même les caractéristiques d'une légende urbaine.
- Chaque humain mangerait régulièrement une araignée durant son sommeil (voire toutes les nuits).

Le visage, les lèvres, la langue et la glotte d'un humain sont extrêmement sensibles : un contact suspect ou une intrusion buccale amène le corps à réagir inconsciemment (mouvement de dégagement) ou déclenche le réveil.
Les araignées sont également extrêmement sensibles : elles captent les vibrations et les odeurs. Elles fuient donc les humains qui apparaissent clairement comme des prédateurs. Il semblerait que l'histoire fut inventée par une chroniqueuse allemande, Lisa Holst, dans un article de 1993 pour démontrer la crédulité des internautes.

#### Mort
- On perdrait 21 grammes juste après sa mort, ce qui correspondrait au poids hypothétique de l'âme humaine.

Cette théorie des 21 grammes a été élaborée par un médecin américain en 1907. Elle est fortement critiquée pour le manque de rigueur de l'expérimentation et n'a jamais été confirmée.
Cette théorie est reprise notamment dans le film du réalisateur Alejandro González Iñárritu : 21 grammes.

#### Sexologie
- Pratiquer la masturbation rendrait sourd ou aveugle. Une autre version prétend qu'elle détruirait la moelle épinière.

Ces légendes proviennent de certaines théories hygiénistes du XIXe siècle, appliquées à la sexualité.

#### Psychologie
- Sur un bateau, un homme piégé dans une chambre froide aurait énormément souffert de la basse température et aurait inscrit sur les murs les détails de sa douleur, puis aurait succombé… si ce n'est que le mécanisme de réfrigération ne fonctionnait pas et que la chambre était au pire tiède. L'homme aurait donc été tué par sa propre conviction mentale.

Rapporté dans L'Encyclopédie du savoir relatif et absolu de Bernard Werber.

#### Neurologie
- On n'utilise que 10 % de notre cerveau et certaines personnes peuvent profiter de capacités exceptionnelles en débloquant des zones du cerveau.

Appelée « mythe de l'utilisation incomplète du cerveau », cette légende urbaine, qui n'a pas de bien-fondé scientifique, trouve son origine dans l'observation du fait que certaines personnes développent des capacités hors du commun. Ce mythe est repris notamment par le courant spirituel New Age, par Luc Besson, dans son œuvre cinématographique Lucy et dans le film du réalisateur américain Neil Burger : Limitless[réf. nécessaire].

#### Urine
- Si on urine dans une piscine, un sillage bleu nous suit.

Cette idée n’est basée sur aucune étude scientifique et vise plutôt à inciter les enfants à ne pas se laisser aller dans les piscines qu’ils fréquentent.

### Physique et chimie
- Des scientifiques auraient fait cuire des œufs avec les ondes d'un téléphone portable. Variante : des vidéos sur Internet montrent des personnes produisant du pop-corn en exposant des grains de maïs aux ondes de téléphones portables[109].

Les ondes des téléphones portables ne permettent pas de cuire des aliments. Les vidéos de 2008 transformant le maïs en pop-corn étaient truquées et constituaient une opération de marketing viral de la société Cardo Systems afin de promouvoir ses kits mains libres.
- Lorsque l'on vide un lavabo ou un évier, la force de Coriolis ferait tourner le tourbillon d'eau dans le sens des aiguilles d'une montre dans l'hémisphère nord, et dans le sens inverse dans l'hémisphère sud.

Contrairement à ce qui est enseigné parfois dans les lycées, dans les éviers et lavabos, l'accélération de Coriolis est négligeable, et ce sont de petites perturbations difficiles à prévoir qui décident du sens de rotation, qui peut d'ailleurs avoir lieu dans les deux sens dans la même salle de bain. L'effet mis en œuvre dans le lavabo s'appelle l'« équilibre cyclostrophique ». La force d'inertie de Coriolis n'est perceptible que pour les phénomènes de grande ampleur, ou à lente évolution, comme la circulation atmosphérique, océanique ou les cyclones (Tropicaux et extratropicaux).
Cette légende constitue la base du scénario d'un épisode des Simpson ; Bart contre l'Australie (Saison 6, épisode 16). Elle a également été utilisée comme solution à l'une des Enigmes de Monsieur Zibus, dans l'émission de radio Déjeuner Show de Jean-Paul Rouland et Claude Olivier, diffusée sur Europe 1 à la fin des années 1960, puis dans le livre qui en a été tiré (200 énigmes de M. Zibus, Jean-Paul Rouland, chez Robert Laffont).
- L'association, dans des conditions spéciales, des éléments chimiques bore, argon, gallium, et indium permettrait de créer un panneau solaire au rendement exceptionnel de 100 %, donnant accès à une énergie gigantesque.

Cette légende est l'élément central du scénario de la saison 4 de Prison Break.
- Les cactus auraient la propriété d'absorber les ondes électromagnétiques.

Cette légende s'est propagée durant les années 2000. En réalité, seul l'effet placebo peut être perçu. En 2013, cette légende a été à nouveau ravivée après le passage dans une grande radio française, France Inter.

### Mathématiques
- Il n'existe pas de prix Nobel de mathématiques car Alfred Nobel avait une compagne qui l'a trompé avec un mathématicien.

Nobel n'était pas marié. Les prix Nobel sont décernés à des disciplines pratiques, étant considérées comme ayant une influence directe sur la vie contemporaine, ce qui n'était pas le cas des mathématiques dans l'esprit d'Alfred Nobel. Voir l'article prix Nobel, paragraphe sur l'absence des mathématiques.

### Exploration de données
- En utilisant des méthodes d’exploration de données sur les tickets de caisse, la chaine de distribution généraliste Walmart aurait découvert une corrélation entre l'achat de couches pour bébé et de bière le samedi après-midi (et pas les autres jours), par les mêmes consommateurs. Walmart aurait décidé de déplacer ses rayons « bière » près du rayon « couches pour bébé », ce qui aurait fait augmenter les ventes de bière.

On trouve diverses variantes dans les introductions à l’exploration de données : absence de corrélation entre couches et « petits pots », différences entre le jeudi et le samedi (ou le vendredi), entre consommateurs hommes et femmes, entre consommateurs de divers âges, différentes heures, etc. Il s’agit d’une légende urbaine à but pédagogique.
Il s’agit aussi d’une légende urbaine à base réelle. L’étude réalisée en 1992 par Thomas Blischok, de la société informatique Teradata (spécialisée dans l'exploitation des grands volumes de données) sur les ventes (tickets de caisse) de 25 supermarchés Osco (en), montrant une association entre les achats de bière et les achats de couches pour bébé entre 17 h et 19 h par les mêmes consommateurs. L’analyse n’incluait aucune information sur l’âge ou le sexe des consommateurs, et Osco n’a jamais positionné ses rayons de bière près de celui des couches.

### Astronomie et Sciences de la Terre

#### Terre
- Les gens du Moyen Âge croyaient que la Terre était plate.

Les théories de Ptolémée sur la rotondité de la Terre étaient reconnues chez les savants et les autorités religieuses (notamment, dans les grands centres du monachisme occidental, comme Cluny ou Cîteaux). Par contre, la plupart des gens du peuple, pendant cette période historique, n'ayant évidemment pas accès au « quadrivium » de l'enseignement médiéval, les informations non-fondées ne manquaient donc pas de circuler parmi eux.
À l'inverse, l'héliocentrisme, qui avait pourtant été théorisé dès -280 par l'astronome grec Aristarque de Samos, n'était pas reconnu par les érudits de l'antiquité tardive, ni du Moyen Âge. Il n'a été démontré qu'à la Renaissance, vers 1530, par Copernic. Et même s'il a fallu deux siècles pour que son enseignement soit officiellement accepté par la hiérarchie de l'Église, l'héliocentrisme était un fait parfaitement admis parmi les ecclésiastiques et les religieux catholiques,.

#### Conquête spatiale
- Les américains n'auraient jamais marché sur la Lune. Les images auraient été tournées en studio avec divers trucages et décors artificiels, et auraient d'ailleurs même été réalisées par Stanley Kubrick qui venait de tourner 2001, l'Odyssée de l'espace, en 1968.

Un faux documentaire a été réalisé par William Karel sur le sujet : Opération Lune. Un livre a été écrit reprenant ces « fables » par un certain Philippe Lheureux dans Lumières sur la Lune.
- En se baladant sur la Lune, Neil Armstrong aurait dit à Houston : « Bonne chance, Monsieur Gorsky ». Pourquoi ? Ne voulant répondre pendant trente ans, Armstrong aurait fini par confier : « Monsieur Gorsky est mort maintenant. Je vais pouvoir répondre à votre question : lorsque j'étais gosse, j'avais l'habitude de jouer au basket dans le jardin. Un jour, le ballon atterrit dans le jardin du voisin. Au moment où j'allais le ramasser, je suis passé devant la fenêtre de la chambre à coucher de M. et Mme Gorsky, nos voisins. Et là, j'ai pu entendre madame Gorsky qui disait à monsieur Gorsky : « Une fellation ? Tu veux que je te fasse une fellation ? Je t'en ferai une le jour où le gosse du voisin marchera sur la Lune ! »

Cette histoire est totalement fausse. Non seulement, cette phrase ne figure pas dans les enregistrements de l'époque, mais l'interview où Armstrong aurait fait cette révélation est elle-même introuvable. Aucune trace d'un voisin nommé Gorsky n'a été retrouvée non plus.
Un court-métrage, Good luck, Mr. Gorsky fut tourné autour de cette légende contemporaine. Plus tard, le film français Essaye-moi se serait basé sur cette histoire. On peut également entendre cette fameuse phrase dans le générique d'ouverture du film Watchmen : Les Gardiens de Zack Snyder sorti en mars 2009.
- La NASA aurait dépensé plus de 12 millions de dollars pendant dix ans pour mettre au point un stylo bille sous pression capable d'écrire en apesanteur, le « Space Pen ». Dans le même temps les soviétiques auraient résolu le problème en utilisant un crayon à papier.

Non seulement le développement du stylo n'a pas couté aussi cher (environ deux millions de dollars en réalité), mais la NASA n'a pas financé son développement. De plus l'usage d'un crayon dans une navette spatiale est potentiellement dangereux à cause des petits éclats voire des mines cassées qui peuvent se retrouver dans les composants électroniques. Pour ces raisons, les soviétiques ont eux-mêmes utilisé le stylo américain après qu'il a été inventé.

### Zoologie
- Une Américaine aurait accidentellement tué son chiot en le mettant à sécher dans son four à micro-ondes. Elle aurait gagné son procès contre le fabricant car ce dernier n'avait pas mentionné explicitement sur la notice qu'il ne fallait pas mettre d'animaux vivants dans le four.

Tous les cas connus d'animaux passés aux four à micro-ondes étaient des actes de cruauté délibérée. Cette légende est cependant rendue crédible par le caractère procédurier des consommateurs américains qui n'hésitent pas à attaquer une entreprise lorsqu'elle n'aura pas mis suffisamment d'avertissements sur ses produits, ce qui conduit à des avertissements loufoques apposés sur les dits produits.
- Une année humaine équivaut à 7 ans de vie de chien.

Ce rapport dépend de nombreux facteurs comme la race du chien et de son gabarit. Les différences races n’ont pas la même espérance de vie (6 à 13 ans) et cette équivalence généralisée est donc illogique. Les schémas de vie d'un homme et d'un chien n'ont tellement rien à voir qu’aucune comparaison ne peut être établie.
- Des soldats américains en mission en Irak auraient découvert des araignées géantes, les « Camel Spiders », pouvant courir à des vitesses ahurissantes, poussant des cris et se nourrissant de chameaux qu'elles auraient au préalable tués grâce à un puissant venin.

En fait, il ne s'agit même pas d'araignées. Cette légende vient d'une photo d'un soldat montrant deux solifuges (arachnides) morts accrochés l'un à l'autre. L'angle de prise de vue peut faire croire au premier coup d'œil qu'il s'agit d'un seul et même animal de taille impressionnante.
- Les éléphants auraient peur des souris, car celles-ci rentreraient par leur trompe pour leur dévorer le cerveau[121].

Un épisode de MythBusters (saison 5, épisode 22) montre qu'effectivement les éléphants arrivent à voir les souris et s'en détournent (il n'est pas fait mention du fait qu'elles rentreraient dans leur trompe par contre).
- Les lemmings se suicideraient volontairement dans le but de lutter contre leur surpopulation.

Il s'agit en fait de morts accidentelles lorsque les lemmings migrent et explorent de nouveaux territoires lors d'épisode de dispersion de masse. Toutefois cette légende urbaine a été popularisée par le documentaire de Disney White Wilderness de 1958 que les cinéastes ont monté de toutes pièces (tourné en Alberta avec quelques douzaines de lemmings importés)  Un jeu vidéo, Lemmings, s'est appuyé sur cette légende, qui a aussi été reprise en tant que symbole dans la littérature écologiste afin de dénoncer les attitudes inconscientes de l'humanité par rapport à l'environnement.
- Des vipères seraient intentionnellement larguées par hélicoptère dans les zones naturelles françaises.
- Si on touche des bébés oiseaux, leur mère les abandonnera.

Les oiseaux possèdent un odorat particulièrement sous-développé qui ne leur permet pas de détecter les traces d’odeur des grands primates que nous sommes sur leur progéniture. Une information confirmée à de multiples reprises, notamment dans le livre « Dis Information and Other Wikkid Myths » du vulgarisateur scientifique Karl Kruszelnicki ou par le site d'informations LiveScience.

## Technologie
- Un ascenseur tombe en chute libre quand ses câbles cèdent.

Les ascenseurs disposent de câbles de secours ainsi que des freins disposés sur les bordures de leur structure. Plusieurs systèmes de freinages perfectionnés sont également présents dans la cabine ce qui renforce la sécurité globale.
- L'utilisation de superethanol comme carburant provoquerait une usure plus rapide de l'étanchéité des soupapes dû à la chaleur de la combustion plus chaude.

D'après Alexis Landrieu, le directeur général de Biomotors « C'est à la fois vrai et faux [...] Une installation non conforme ou mal réglée peut effectivement provoquer des problèmes. Mal bruler du carburant va entraîner une déformation des soupapes, un excès d'air et donc un effet chalumeau. A contrario, avec une installation effectuée dans les règles de l'art, on aura une bonne combustion, un gain de puissance et de couple et une température à l'échappement plus faible ».
- Le gouvernement américain aurait créé un jeu vidéo d'arcade nommé Polybius dans le cadre d’une expérience de psychologie participative à Portland en 1981. Ces quelques bornes d'arcade accessibles dans des lieux publics auraient été visitées périodiquement par des hommes en noir dans le but d’exporter les données des machines pour en analyser ces effets. Les machines d'arcade Polybius auraient ensuite disparu des salles.

L'existence du jeu original n'a jamais été prouvée. Les magazines de l'époque consacrés aux jeux électroniques ne font pas mention d'un Polybius, et les médias grand public omettent également de noter un tel jeu.
- L'État français, par le biais de MétéoFrance, aurait trompé les citoyens sur les conséquences du nuage radioactif après l'accident de Tchernobyl. Les autorités auraient déclarées que le nuage radioactif a été bloqué à la frontière.

La seule déclaration allant dans ce sens sont les déclarations de la journaliste Brigitte Simonetta qui a déclaré le 30 avril 1986 :
Une dépression a pris place sur la Sardaigne, là, les vents tournent dans le sens inverse des aiguilles d'une montre. Si l'émission radioactive persistait, tout laisse à penser que cette poussière, aspirée depuis l'Ukraine, serait renvoyée vers l'Italie, la Yougoslavie et l'Autriche. En France, l'anticyclone des Açores s'est développé, la météo affirme qu'il restera jusqu'à vendredi prochain suffisamment puissant pour offrir une véritable barrière de protection. Il bloque en effet toutes les perturbations venant de l'Est. Mais attention, ces prévisions sont établies pour trois jours, reste à savoir combien de temps il faudra encore pour éteindre l'incendie.
Le lendemain, le présentateur Noël Mamère relaye un communiqué du SCPRI diffusé tard dans la nuit du 30 avril au 1er mai, évoquant une « légère hausse de la radioactivité, non significative pour la santé publique, dans le sud-est de la France, et plus spécialement au-dessus de Monaco ».
Emmanuel Bocrie, chef de l'unité média de Météo France, conteste toute manipulation de Météo France.